# Teupah Barat
Teupah Barat (indonez. Kecamatan Teupah Barat) – kecamatan w kabupatenie Simeulue w okręgu specjalnym Aceh w Indonezji.
Kecamatan ten znajduje się w południowo-środkowej części wyspy Simeulue, obejmując także mniejsze wyspy w jej pobliżu, w tym Pulau Mincau, Pulau Sevelak i Pulau Tapah. Graniczy z kecamatanami: od zachodu z Simeulue Tengah, od północnego zachodu z Teluk Dalam, a od północy i wschodu z Simeulue Timur.
W 2010 roku kecamatan ten zamieszkiwało 7 269 osób, z których wszystkie stanowiły ludność wiejską. Mężczyzn było 3 756, a kobiet 3 513. 7 251 osób wyznawało islam, a pozostałe chrześcijaństwo.
Znajdują się tutaj miejscowości: Angkeo, Awe Kecil, Awe Seubal, Bunon, Inor, Laayon, Lantik, Laubang, Leubang Hulu, Maudil, Naibos, Nancala, Pulau Teupah, Salur, Salur Lasengalu, Salur Latun, Silengas, Sital.